# Marcelo Sánchez Sorondo
Marcelo Sánchez Sorondo (Buenos Aires, 8 de setembro de 1942) é um clérigo argentino e bispo da Igreja Católica.

## Vida
Marcelo Sánchez Sorondo recebeu em 7 de dezembro de 1968 o sacramento da ordem. Em 1974 recebeu na Pontifícia Universidade Santo Tomás de Aquino em Roma o doutorado summa cum laude em teologia católica e em 1977 na Universidade de Perúgia um diploma summa cum laude em filosofia.
De 1976 a 1998 foi professor de história da filosofia da Pontifícia Universidade Lateranense, sendo titular a partir de 1982 e decano da Faculdade de Filosofia por três mandatos consecutivos, de 1987 a 1996. Nomeado Capelão de Sua Santidade em 1987. A partir de 1998 foi professor de história da filosofia da Libera Università Maria SS. Assunta em Roma. Em 1989, membro da Pontifícia Academia de São Tomás de Aquino e desde 1999 seu secretário. Em 5 de outubro de 1998 foi nomeado chanceler da Pontifícia Academia das Ciências e da Pontifícia Academia das Ciências Sociais.
Em 23 de fevereiro de 2001, o papa Papa João Paulo II o nomeou bispo-titular de Vescovio (Forum Novum). A ordem bispal lhe consagrou João Paulo II em 19 de março de 2001 na Basílica de São Pedro; os co-consagradores foram os cardeais Angelo Sodano e Giovanni Battista Re.
Membro da Accademia dei Georgofili em 2008, da Accademia Italiana del Vino em 2010, e correspondente da Academia de Ciencias de Cuba em 2011. Em 19 de julho de 2011, o Papa Bento XVI o nomeou membro da Pontifícia Comissão para a América Latina.
Em 2018, Mons. Sorondo declarou que "aqueles que estão melhor implementando a doutrina social da Igreja são os chineses", elogiando a ênfase da China no "bem comum". Ele disse: "A China está evoluindo muito bem... você não pode pensar que a China de hoje é a China de João Paulo II ou a Rússia da Guerra Fria". Ele contrastou seus esforços com o mundo ocidental, onde o conceito de bem comum é pouco valorizado. Seus comentários foram amplamente criticados. O padre Bernardo Cervellera, em um editorial no AsiaNews , escreveu: "O bispo parece não ver as favelas de Pequim e Xangai, a expulsão de migrantes, a opressão da liberdade religiosa. Apreciação pelos acordos climáticos de Paris, mas silêncio sobre as ligações entre riqueza, corrupção e poluição. Uma abordagem ideológica que torna a Igreja motivo de chacota." 
Em 4 de abril de 2022, o Papa Francisco nomeou Peter Cardeal Turkson substituto de Sánchez Sorondo como Chanceler da Pontifícia Academia das Ciências e da Pontifícia Academia das Ciências Sociais.
Mons. Sánchez Sorondo é autor de numerosas publicações.

## Honras
- 1999 Cavaleiro da Grã-Cruz da Ordem do Mérito da República Italiana[11]
- 2000 Oficial da Legião de Honra[4][12]
- 2001 Prêmio Francesco Vito, Univ. Cattolica del Sacro Cuore, Milão[4]
- 2004 Grão Mestre da Ordem de Rio Branco[4][12]
- 2004 Prêmio Neruda, Chile[4]
- 2005 Grande Oficial "Bernardo O'Higgins", Chile[4]
- 2006 Oficial da Ordem do Mérito da República da Áustria[4][12]
- 2006 Cavaleiro da Ordem do Mérito do Chile[4][12]
- 2006 Capelão Grã-Cruz da Sagrada Ordem Militar Constantiniana de São Jorge; depois vice-grão-prior[12][13]
- 2009 Membro da Academia da Europa[12]
- 2010 Prêmio da Associação Internacional de Médicos Católicos[4]